# Пиетиля, Сакари
Са́кари Пи́етиля (фин. Sakari Pietilä; род. 21 июня 1954, Оулу) — финский хоккеист и тренер.

## Биография
В качестве хоккеиста недолгое время выступал за финские команды «ПатУ» и «Кярпят».
Свою тренерскую карьеру Пиетиля начал в 1986 году, когда вошёл в тренерский штаб клуба «ЮИП». В скором времени он возглавил «Ильвес», с которым работал три года. В 1989 году он привел команду к третьему месту в СМ-Лиги.
В 1990 году вошёл в тренерский штаб Пентти Матикайнена в сборной Финляндии. На протяжении двух лет Пиетиля занимал в ней пост второго тренера. В этом качестве наставник выиграл со сборной серебряные медали на Чемпионате мира в 1992 году и принимал участие на Зимних Олимпийских играх в Альбервиле.
После ухода из сборной он работал со шведским «Лулео» и финскими «ХПК», «Йокеритом», «Эспоо Блюзом». В 1998 году вместе с «Йокеритом» наставник стал бронзовым призёром СМ-Лиги.
С 2001 по 2006 год Сакари Пиетиля работал скаутом в клубе НХЛ «Чикаго Блэкхокс».
С 2006 году тренер во второй раз в своей жизни возглавил «Ильвес». С ним он проработал до 2009 года.
В последние время Пиетиля тренировал юношеские сборные Финляндии и Австрии, а также работал телекомментатором на местном телевидении.
В марте 2014 года после некоторого перерыва специалист вновь преступил к тренерской работе и возглавил сборную Эстонии.